# Fabrica y Distribuidora Mexicana Nacional
Fabrica y Distribuidora Mexicana Nacional war ein mexikanischer Hersteller von Möbeln und Automobilen.

## Unternehmensgeschichte
Das Unternehmen aus Mexiko-Stadt stellte ursprünglich Möbel her. 1949 begann Antonio Ruiz Galindo, der Sohn des Eigentümers, mit der Produktion von Automobilen. Der Markenname lautete Nacional. 1952 endete die Fahrzeugproduktion. Insgesamt entstanden etwa 15 Fahrzeuge.

## Fahrzeuge
Im Angebot standen Cabriolets, die nach Kundenwünschen angefertigt wurden. Als Basis diente ein Fahrgestell eines amerikanischen Herstellers, vorrangig Mercury. Der Motor wurde ebenfalls übernommen.